# SV Grün-Weiß Granschütz
Il SV Grün-Weiß Granschütz è un club di hockey su pista avente sede a Granschütz in Germania.